# Chain-O-Lakes
Chain-O-Lakes és una població dels Estats Units a l'estat de Missouri. Segons el cens del 2000 tenia 127 habitants.

## Demografia
Segons el cens del 2000, Chain-O-Lakes tenia 127 habitants, 64 habitatges, i 40 famílies. La densitat de població era de 612,9 habitants per km².
Dels 64 habitatges en un 9,4% hi vivien nens de menys de 18 anys, en un 57,8% hi vivien parelles casades, en un 3,1% dones solteres, i en un 37,5% no eren unitats familiars. En el 32,8% dels habitatges hi vivien persones soles el 23,4% de les quals corresponia a persones de 65 anys o més que vivien soles. El nombre mitjà de persones vivint en cada habitatge era d'1,98 i el nombre mitjà de persones que vivien en cada família era de 2,48.
Per edats la població es repartia de la següent manera: un 13,4% tenia menys de 18 anys, un 0,8% entre 18 i 24, un 15,7% entre 25 i 44, un 30,7% de 45 a 60 i un 39,4% 65 anys o més.
L'edat mediana era de 59 anys. Per cada 100 dones de 18 o més anys hi havia 96,4 homes.
La renda mediana per habitatge era de 25.714 $ i la renda mediana per família de 29.375 $. Els homes tenien una renda mediana de 14.583 $ mentre que les dones 14.545 $. La renda per capita de la població era de 14.944 $. Entorn del 3,2% de les famílies i el 7,8% de la població estaven per davall del llindar de pobresa.

## Poblacions més properes
El següent diagrama mostra les poblacions més properes.